# Чувашева (Байкаловский район)
Чувашева — деревня в Байкаловском районе Свердловской области. Входит в состав Байкаловского сельского поселения. Управляется Ляпуновским сельским советом.

## География
Населённый пункт расположен в долине реки Лобановка (правого притока реки Ольховка) в 29 километрах на запад от районного центра — села Байкалово.

### Часовой пояс
Чувашева, как и вся Свердловская область, находится в часовой зоне МСК+2. Смещение применяемого времени относительно UTC составляет +5:00.

## Население
| 2002 | 2010 | 2021 |
| ---- | ---- | ---- |
| 22   | ↘9   | ↘3   |

- 2002 год — 0 человек.

Структура
По данным переписи 2010 года в селе было: мужчин — 4, женщин — 5.

## Инфраструктура
Деревня разделена на две улицы (Боровая, Центральная).